# Tachypleus tridentatus
Tachypleus tridentatus is een degenkrabbensoort uit de familie van de degenkrabben (Limulidae). De wetenschappelijke naam van de soort is voor het eerst geldig gepubliceerd in 1819 door William Elford Leach.
Deze degenkrab komt voor in delen van Azië en leeft in de landen Brunei, China, Hongkong, Indonesië, Japan, Maleisië, Filipijnen, Taiwan, China en Vietnam.

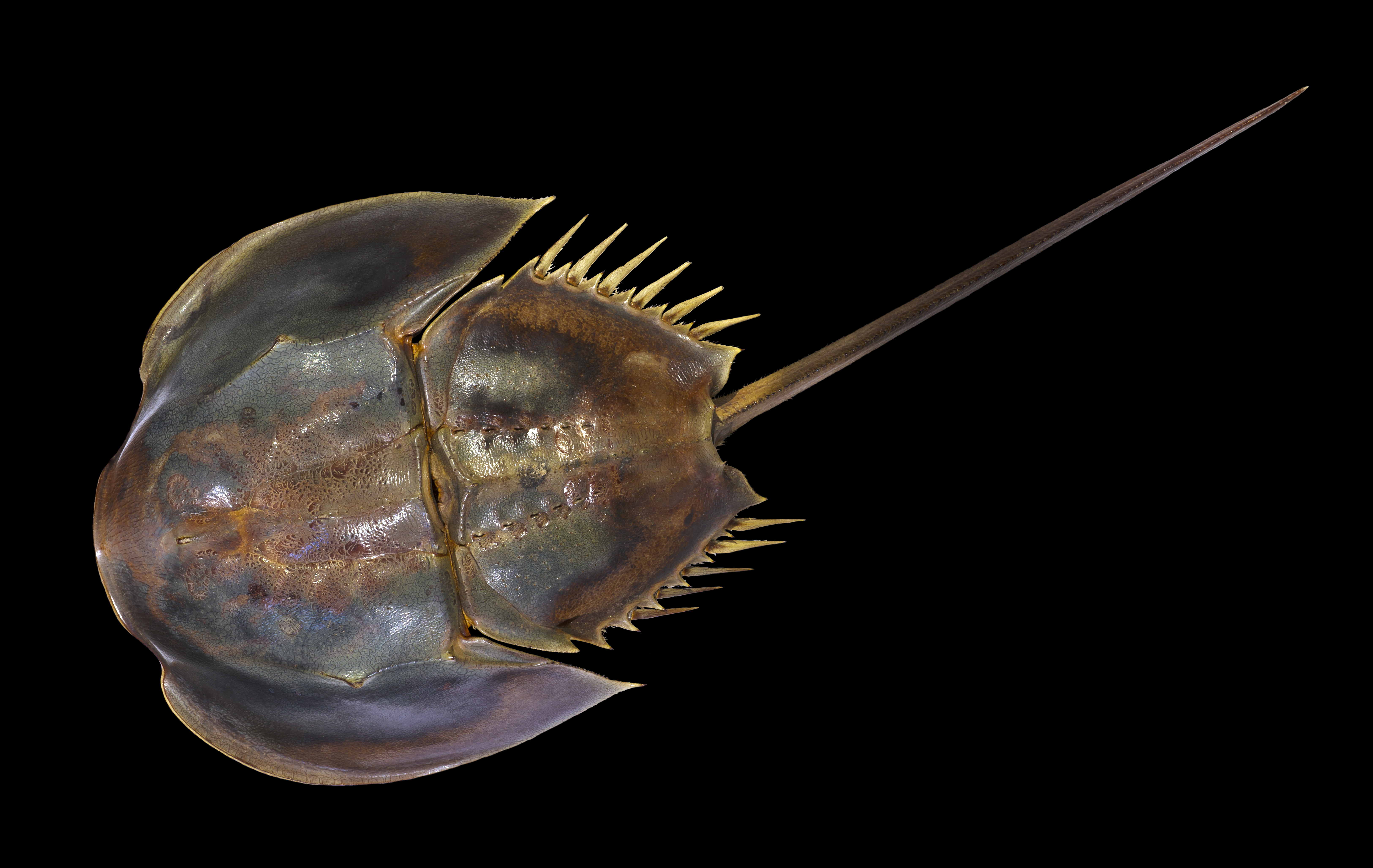
Dorsaal aanzicht
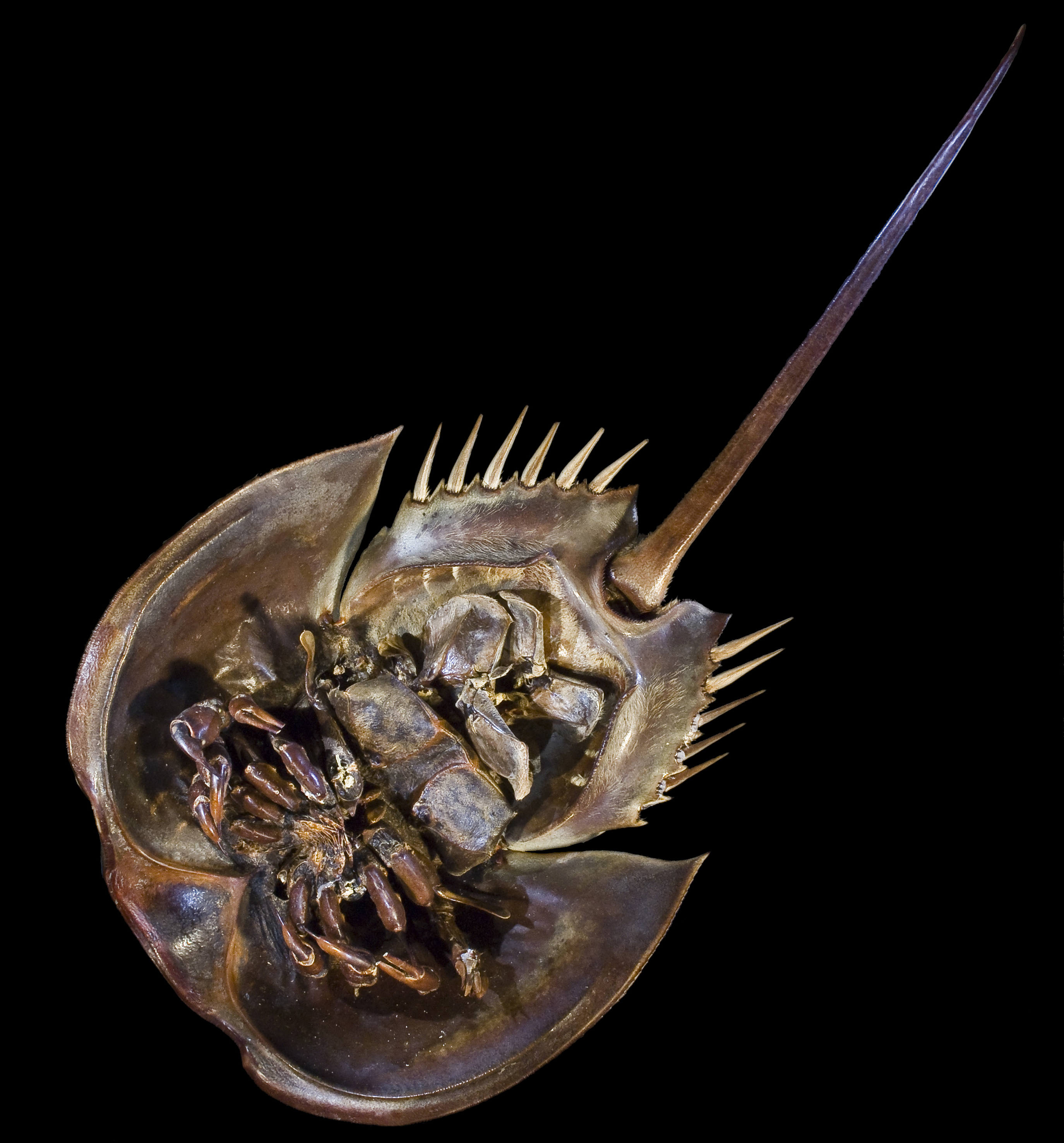
Ventraal aanzicht
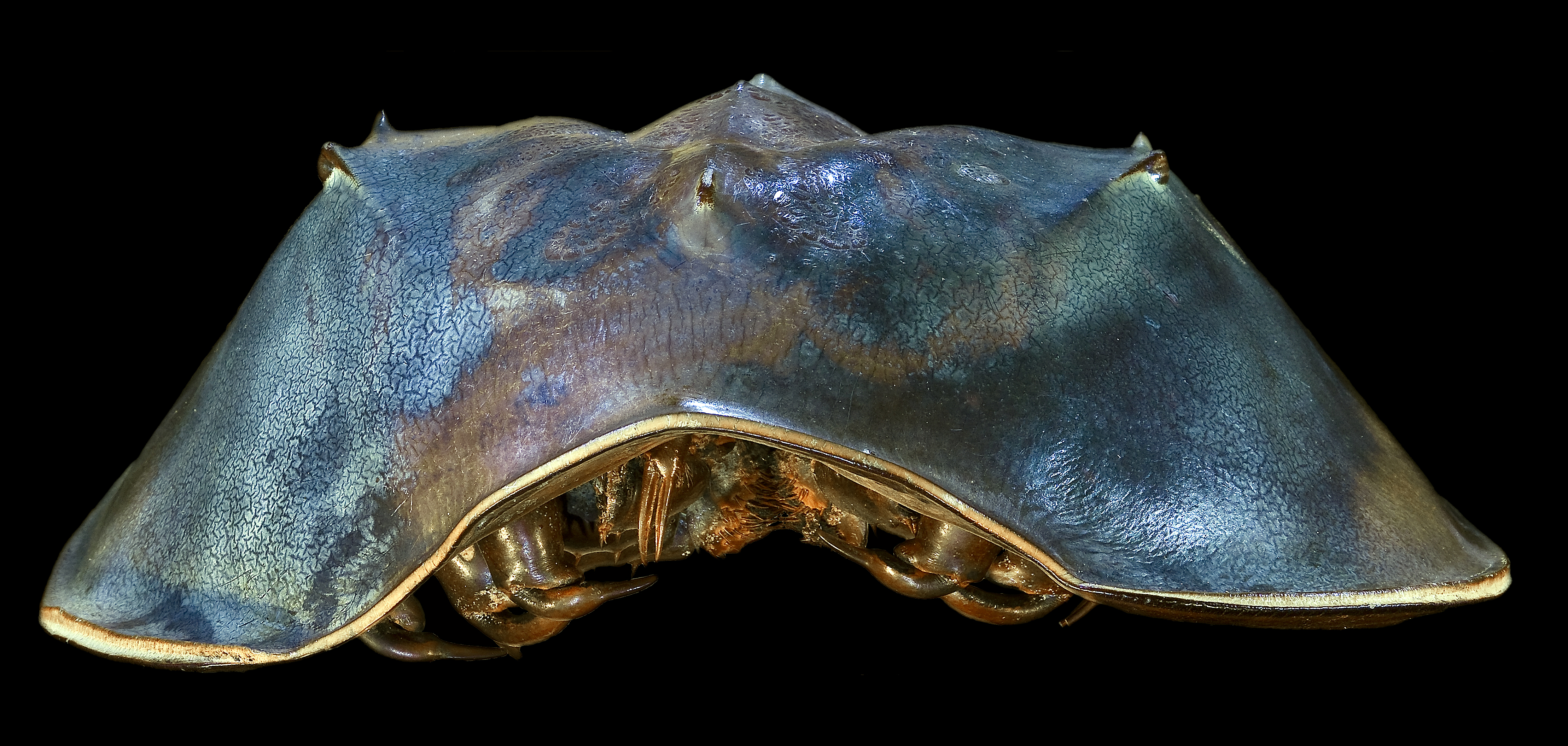
Front